# Entidad de previsión social voluntaria
Una entidad de previsión social voluntaria o EPSV por sus siglas (en euskera: Borondatezko Aurreikuspen Sozialeko Erakundea, BASE) es un tipo de entidad jurídica española propia del País Vasco. Se articula como entidad de mutualidad no integrada en la Seguridad Social.

## Marco normativo
El Estatuto de Autonomía del País Vasco atribuye a esta comunidad autónoma, en su artículo 10.23, competencia exclusiva en materia de mutualidades no integradas en la Seguridad Social. Junto a dicha competencia también se atribuye a la comunidad autónoma del País Vasco en el artículo 11.2.a) la competencia para el desarrollo legislativo y la ejecución dentro de su territorio de las bases, en los términos que las mismas señalen, en materia de seguros.
La primera regulación de esta figura fue aprobada por el Parlamento Vasco en la Ley 25/1983, de 27 de octubre, sobre Entidades de Previsión Social Voluntaria y el posterior Decreto 87/1984, de 20 de febrero, por el que se aprobaba el Reglamento de la Ley sobre Entidades de Previsión Social Voluntaria.
La figura se rige actualmente por la Ley 5/2012, de 23 de febrero, sobre Entidades de Previsión Social Voluntaria, y el Decreto 203/2015, de 27 de octubre, por el que se aprueba el Reglamento de la Ley 5/2012, de 23 de febrero, sobre Entidades de Previsión Social Voluntaria.

## Registro
Existe un Registro de Entidades de Previsión Social Voluntaria de Euskadi, dependiente de la Dirección de Política Financiera y Recursos Institucionales del Departamento de Hacienda y Economía del Gobierno Vasco, ante el que deben registrarse todas estas entidades con domicilio social en el País Vasco.